# 心果婆婆纳
心果婆婆纳（学名：Veronica cardiocarpa）为車前草科婆婆纳属下的一个种。

## 扩展阅读
- 維基物種上的相關：心果婆婆纳